# 仮面ミーハー女子
「仮面ミーハー女子」は、ЯeaLの2ndシングル。2016年8月3日にSMEレコーズより発売された。

## 概要
1曲目の「仮面ミーハー女子」は、TBS系列で放送中の情報バラエティー番組『ランク王国』(2016年) 8・9月度 オープニングテーマとして使用された。
Ryoko (Vo, G)は、「キャッチーなサウンドに、身近なSNSのことを、毒吐くような歌詞で乗せたら面白いのでは?」という発想から作ったと語っている。
また、アルバム「19.」のインタビューでは、「女子のヒエラルキーをテーマにした」とも語っている。

## 収録内容
1. 仮面ミーハー女子 (3:35)
  - 作詞・作曲：Ryoko／編曲：渡辺拓也
2. 星が見えないこの街で (3:36)
  - 作詞・作曲：Ryoko／編曲：渡辺拓也、ЯeaL
3. レモンスカッシュ (4:25)
  - 作詞：Ryoko　作曲：中村瑛彦、Ryoko／編曲：中村瑛彦
4. 仮面ミーハー女子 [Instrumental] (3:33)